# 兼坂弘
兼坂 弘（かねさか ひろし、1923年（大正12年）5月18日 - 2004年（平成16年）11月28日）は、元いすゞ自動車の技術者。エンジンコンサルタント。小川春彦の名で自動車評論家としても活躍していた。

## 経歴
1942年（昭和17年）いすゞ自動車入社。以後大型トラック用ディーゼルエンジン設計に携り、国産量産エンジンとしては初めてコンロッドボルトに塑性域角度法を用いてV型12気筒 P系エンジンを開発した。「エンジンしかできない。エンジンしかやりたくない。」と言って設計現場を離れ管理職になることを拒否し続けたと、後に「毒舌評論」で述べている。
1978年にいすゞ自動車を退社後は、エンジンコンサルタント（株式会社兼坂技術研究所）として活動する。
モーターファン誌での連載「毒舌評論」は、現役技術者をエンジンの基礎を知らぬ「コドモ」と称し、歯に衣着せぬ文章は人気を集め「究極のエンジンを求めて」として単行本化され、後の国産エンジン技術力底上げに貢献した。1990年代初頭には既に過給機を搭載することにより、同水準の性能を維持しつつ排気量を減らす現在のダウンサイジングコンセプトを提唱していた。
1980年（昭和55年）、ASME（アメリカ機械学会）で、「ディーゼルエンジンの吸気絞りと排気2段カムによる冷間始動法の改善案」を発表し、以来「冷間始動のカネサカ」の名で脚光を浴びるようになる。この研究は後に、「ガソリンエンジンの始動直後から触媒（三元触媒）を稼働させるための積極的排気温制御法」へと発展した。
2010年（平成22年）にマツダが「SKYACTIV TECHNOLOGY」の一環として発表した「マツダ・SKYACTIV-D」は、ディーゼルエンジンでありながら圧縮比14:1という乗用車用としては前例がない低圧縮比により注目を集めたが、それを達成するための手段として、エンジン冷間時の始動性を確保するため、兼坂が提唱した「吸気行程時に排気バルブを瞬間的に開けることで、シリンダー内に燃焼ガスの一部を引き戻し、エンジン（燃焼室）の温度を上昇させる」手法が用いられている。
さらに一貫してミラーサイクルエンジンの自動車用エンジンへの応用の可能性を追求し、いすゞ自動車を退社後も自ら実験を行っていた。ミラーサイクルエンジンは、後にマツダによって量産車としては世界で初めて実用化され、ユーノス800に搭載された。兼坂も紺色の同車を所有していた。このミラーサイクルエンジンに組み合わされたスクリュー・コンプレッサに、発明者のアルフ・リショルムの名前を取ってリショルム・コンプレッサという名称とし、日本国内に広めたのは兼坂であるとされている。
晩年は、ディーゼルエンジンの排出ガス浄化システムの開発に尽力した。

## 著作
- 兼坂弘『究極のエンジンを求めて－兼坂弘の毒舌評論』三栄書房、1988年。ISBN 9784879040169。
- 兼坂弘『続・究極のエンジンを求めて－兼坂弘の毒舌評論』三栄書房、1991年。ISBN 9784879040220。
- 兼坂弘『新・究極のエンジンを求めて－兼坂弘の毒舌評論』三栄書房、1994年。ISBN 9784879040312。